# M4サバイバルライフル
M4サバイバルライフル(M4 Survival Rifle)は、アメリカで開発された小銃。第二次世界大戦中、軍用機に搭載するサバイバルギアの一部として考案された。座席の下に格納されており、撃墜された後に搭乗員はこの銃を用いて食料を確保するものとされていた。

## 歴史
M4サバイバルライフルは、ハーリントン&リチャードソン社が開発したボルトアクション式スポーツライフルM265を原型として開発された。伸縮式銃床と板金のフレームを、着脱可能な14インチ銃身を備え、銃弾は.22ホーネット弾を使用する。弾倉はサベージ・スティーブンM23Dスポーツライフルから流用された4発着脱式箱型弾倉を使用する。重量はおよそ4ポンドと軽量で、大きさも銃身を取り外し銃床を畳むと14インチ程度に収まる。
M4は撃墜された航空機乗員の生存率を向上させる為に考案された。ハーグ陸戦条約第23条への抵触を避ける為、軍用の完全被甲弾たる.22ホーネット弾を使用する。
1950年代、M6エアクルー・サバイバル・ウェポンが新たに採用された事により、M4は搭載機の退役に従って段階的に廃止されていった。その後、さらにアーマライト社のAR-5がMA-1として採用されたものの、空軍はM4及びM6の在庫が十分であるとしてMA-1の大量調達を見送った。
1960年代、アメリカ合衆国国立公園局では余剰装備として保管されていたM4の一部をパーク・レンジャー向けに配備した。

## 法的な取り扱い
1950年代、空軍から退役したM4は余剰品として民間市場に放出された。しかし銃身長が1934年の連邦銃器法(National Firearms Act)に定められた16インチ未満であった為、まもなくリコールされた。法的にM4は短銃身小銃(short-barreled rifle, SBR)に区分され、所有には連邦銃器法に従った申告及び登録と200ドルの物品税が必要となる。